# Drelów (village)
Pour les articles homonymes, voir Drelów.
Drelów (prononciation : [ˈdrɛluf]) est un village polonais de la gmina de Drelów dans le powiat de Biała Podlaska de la voïvodie de Lublin dans l'est de la Pologne.
Le village est le siège administratif (chef-lieu) de la gmina appelée gmina de Drelów.
Il se situe à environ 21 kilomètres au sud-ouest de Biała Podlaska (siège du powiat) et 78 kilomètres au nord de Lublin (capitale de la voïvodie).
Le village comptait approximativement une population de 938 habitants en 2013.

## Histoire
Le 17 janvier 1874 l'armée russe tua 23 gréco-catholiques (uniates) qui s'opposaient à la russification et la confiscation de leur église.
De 1975 à 1998, le village est attaché administrativement à la voïvodie de Biała Podlaska.

Depuis 1999, il fait partie de la voïvodie de Lublin.